# 光雾山镇
光雾山镇原名为桃园镇，是中华人民共和国四川省巴中市南江县下辖的一个乡镇级行政单位。2019年12月，撤销寨坡乡，将其所属行政区域划归光雾山镇管辖。 国家5A级旅游景区巴中市光雾山旅游景区。

## 行政区划
光雾山镇下辖以下地区：
桃园社区、铁炉坝社区、大江口社区、魏家坝社区、大坝社区、槐树社区、焦家河村、铁炉坝村、龙王村、普陀村、九角山村、岩房村、大营村和白头滩村。